# Дода Ђерђи
Дода Ђерђи (алб. Dodë Gjergji; Горња Стубла, 16. јануар 1963) албански је свештеник са Косова и Метохије. Од 2006. је призренско-приштински бискуп.

## Биографија
Рођен је 16. јануара 1963. у албанској породици у Горњој Стубли.